# Луїс Гаррідо
Луїс Гаррідо (ісп. Luis Garrido; нар. 5 листопада 1990, Хутікальпа) — гондураський футболіст, нападник клубу «Олімпія» та національної збірної Гондурасу.

## Клубна кар'єра
Народився 5 листопада 1990 року в місті Тегусігальпа. Вихованець футбольної школи клубу «Хуїткальпа».
У дорослому футболі дебютував 2009 року виступами за команду клубу «Олімпія», в якій провів чотири сезони, взявши участь у 48 матчах чемпіонату.
Своєю грою за цю команду привернув увагу представників тренерського штабу клубу «Црвена Звезда», до складу якого приєднався у січні 2013 року на умовах 6-місячної оренди з правом викупу. Втім по завершенні строку оренди белкградський клуб правом викупу не скористався, оскільки не зміг узгодоити фінансові питання трансферу.
Тож того ж року Гаррідо повернувся до «Олімпії».

## Виступи за збірні
2007 року дебютував у складі юнацької збірної Гондурасу, взяв участь у 2 іграх на юнацькому рівні.
Протягом 2011—2012 років залучався до складу молодіжної збірної Гондурасу. На молодіжному рівні зіграв у 5 офіційних матчах.
2012 року захищав кольори олімпійської збірної Гондурасу. У складі цієї команди провів 3 матчі. У складі збірної — учасник футбольного турніру на Олімпійських іграх 2012 року у Лондоні.
Того ж 2012 року дебютував в офіційних матчах у складі національної збірної Гондурасу. Наразі провів у формі головної команди країни 25 матчів.
Включений до складу збірної для участі у фінальній частині чемпіонату світу 2014 року у Бразилії.

## Титули і досягнення
- Переможець Центральноамериканського кубка: 2017